# Disa elegans
Disa elegans är en orkidéart som beskrevs av Otto Wilhelm Sonder och Heinrich Gustav Reichenbach. Disa elegans ingår i släktet Disa och familjen orkidéer. Inga underarter finns listade i Catalogue of Life.